# Hrvatsko društvo Sydney
Australsko-hrvatsko društvo (eng. Australian-Croatian Association)) ime je za društvenu organizaciju koju su osnovali hrvatski emigranti u Australiji 1951. u sydneyskom predgrađu Maroubra Junction. Kasnije ovo društvo mijenja ime u Hrvatsko društvo Sydney i trenutno upravlja klubom Croatian Club Ltd. u predgrađu Punchbowl.